# Medal of Honor (1999)
Medal of Honor is een first-person shooter van EA Games, genoemd naar de Medal of Honor, de hoogste Amerikaanse militaire onderscheiding.
Het spel speelt zich af in de Tweede Wereldoorlog. De speler moet een missie met succes volbrengen wil hij aan de volgende kunnen beginnen. De missies spelen zich af in bekende steden en op het strand van de invasie. In 2010 is een nieuwe reeks van Medal of Honor gestart, gebaseerd op de Oorlog in Afghanistan. Aangezien deze ook de naam Medal of Honor draagt, wordt deze door de spelers meestal Medal of Honor 2010 genoemd.